# Eunicea palmeri
Eunicea palmeri är en korallart som beskrevs av Bayer 1961. Eunicea palmeri ingår i släktet Eunicea och familjen Plexauridae. Inga underarter finns listade i Catalogue of Life.